# Eucalyptus microcorys
Eucalyptus microcorys ist eine Pflanzenart innerhalb der Familie der Myrtengewächse (Myrtaceae). Sie kommt im mittleren und nördlichen Küstenabschnitt von New South Wales sowie im angrenzenden, südlichen Küstenabschnitt von Queensland vor und wird dort „Tee“ oder „Tallowwood“ genannt.

## Beschreibung

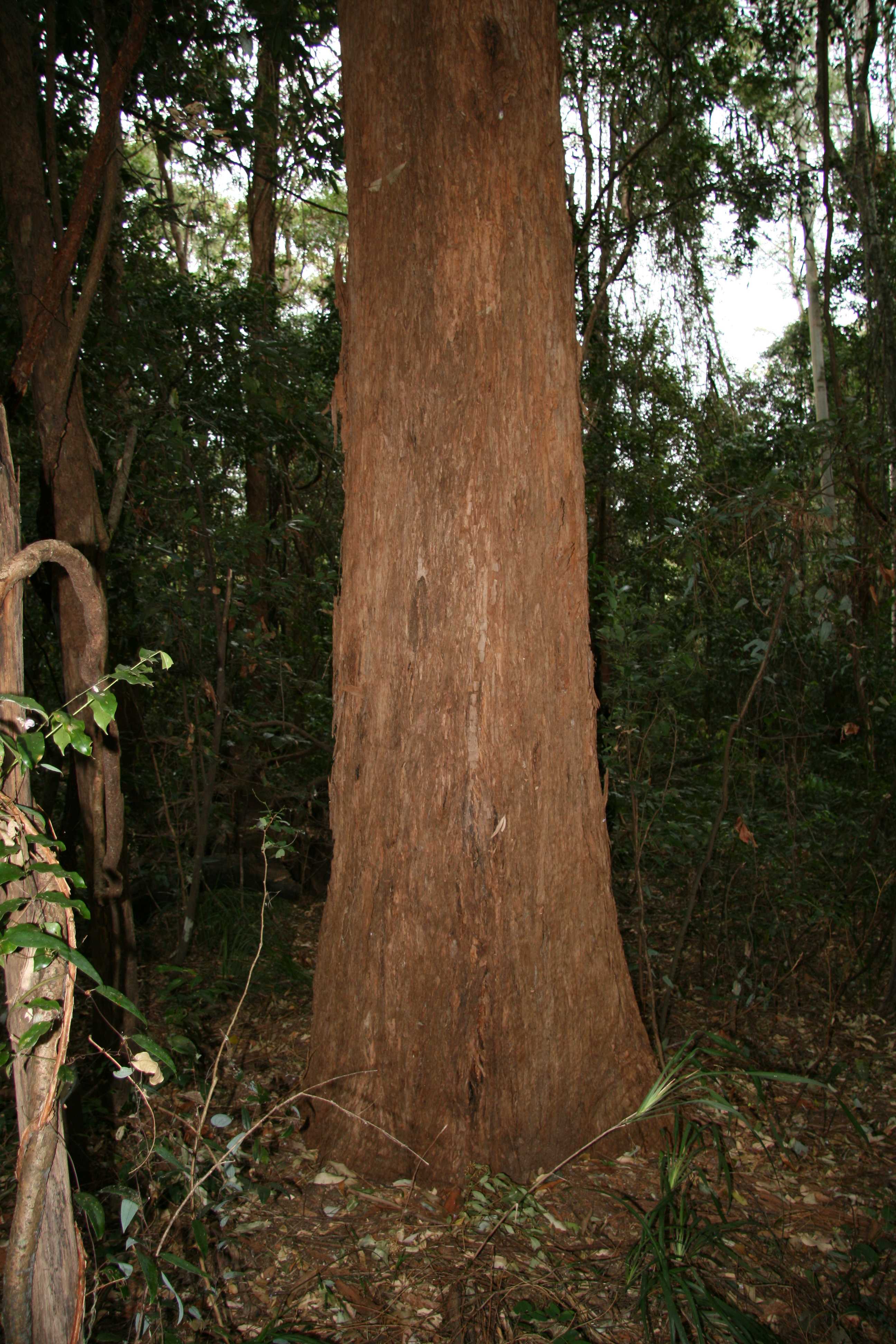
Stamm und Borke

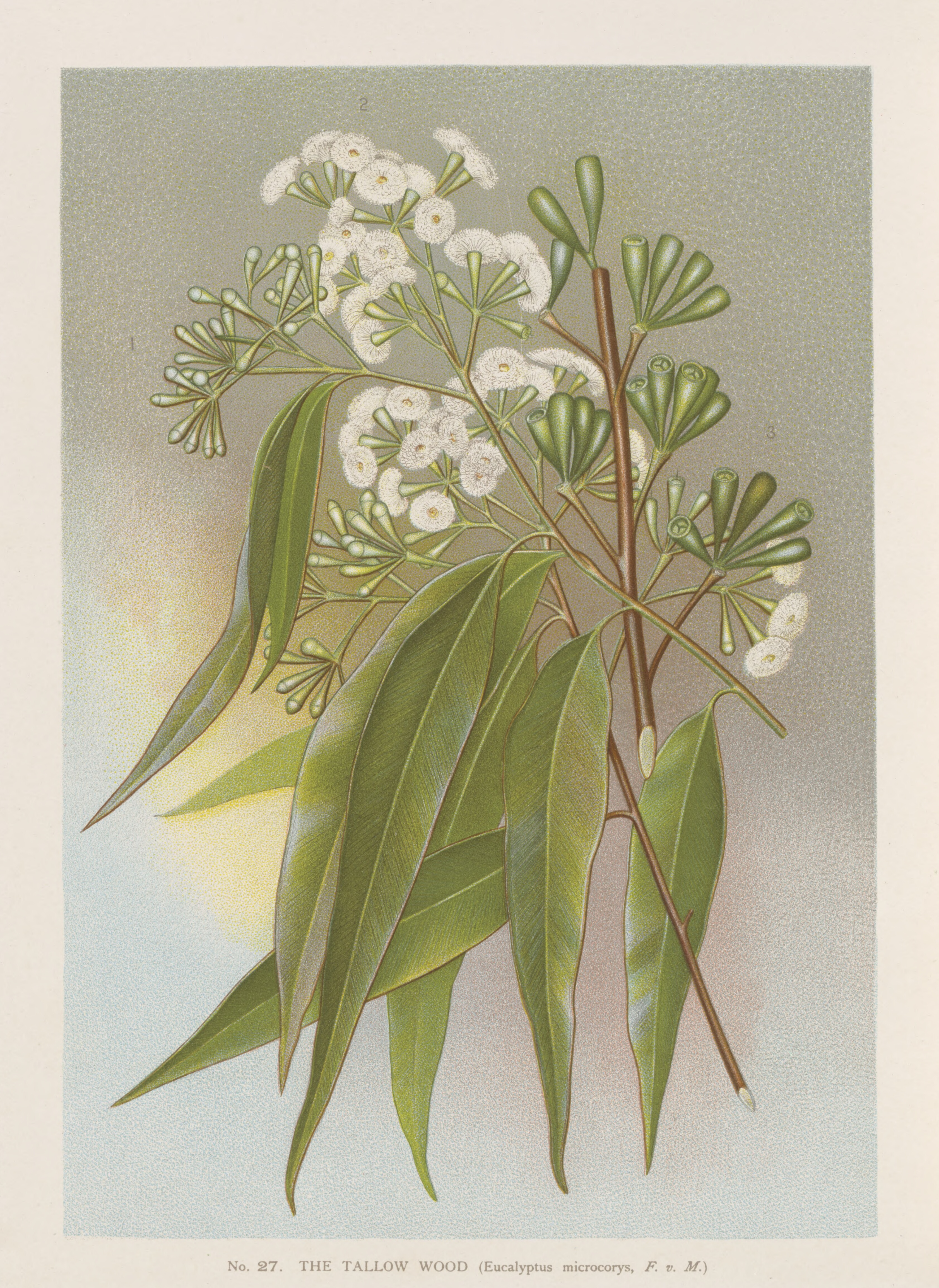
Illustration mit Laubblättern sowie Blütenständen mit Blütenknospen und geöffneten Blüten

### Erscheinungsbild und Blatt
Eucalyptus microcorys wächst als Baum, der Wuchshöhen von bis zu 40 Meter, gelegentlich auch bis zu 60 Meter, erreicht. Die Borke verbleibt am gesamten Baum, ist rotbraun oder braun-schwarz und fasrig mit glimmerartigen Flecken. Die Rinde der kleinen Zweige ist grün. Weder im Mark der jungen Zweige noch in der Borke gibt es Öldrüsen. Der Stammdurchmesser erreicht über 3 Meter.
Bei Eucalyptus microcorys liegt Heterophyllie vor. Die Laubblätter sind stets in Blattstiel und -spreite gegliedert. Die auf Ober- und Unterseite leicht verschiedenfarbig grünen Blattspreite an Sämlingen ist bei einer Länge von 4,5 bis 7 cm und einer Breite von 2 bis 3,3 cm eiförmig. An jungen Exemplaren ist die Blattspreite bei einer Länge von 7 bis 11 cm und einer Breite von 3 bis 5 cm eiförmig und an Ober und Unterseite verschiedenfarbig glänzend grün. An mittelalten Exemplaren ist die Blattspreite bei einer Länge von 8,5 bis 15 cm und einer Breite von 2,5 bis 4 cm elliptisch bis eiförmig, gerade, ganzrandig und glänzend grün. Der Blattstiel an erwachsenen Exemplaren ist 6 bis 18 mm lang und schmal abgeflacht oder kanalförmig. Die auf Ober- und Unterseite verschiedenfarbig glänzend grüne Blattspreite an erwachsenen Exemplaren ist bei einer Länge von 8 bis 13 cm und einer Breite von 1,5 bis 2,5 cm lanzettlich, relativ dünn und verjüngt sich zur Spreitenbasis hin. Die Blattspreite kann gerade oder sichelförmig gebogen sein und ihr oberes Ende kann spitz oder zugespitzt sein. Die erhabenen Seitennerven gehen in mittleren Abständen in einem stumpfen Winkel vom Mittelnerv ab. Die Keimblätter (Kotyledone) sind nierenförmig.

### Blütenstand und Blüte
End- oder seitenständig stehen oft zu mehreren am Ende der Zweige, an einem bei einer Länge von 6 bis 18 mm im Querschnitt schmal abgeflachten oder kantigen Blütenstandsschaft einfache Blütenstände, die sieben bis elf Blüten enthalten. Die Blütenstiele sind bei einer Länge von 2 bis 6 mm stielrund oder kantig. Die Blütenknospen sind bei einer Länge von 4 bis 6 mm und einem Durchmesser von 2 bis 3 mm keulenförmig und nicht blaugrün bemehlt oder bereift. Die Kelchblätter bilden eine Calyptra, die bis zur Blüte (Anthese) erhalten bleibt. Die glatte Calyptra mit vier Nähten ist halbkugelig, kürzer als oder so lang wie der glatte oder leicht gerippte Blütenbecher (Hypanthium) und ebenso breit wie dieser. Die Blüten sind weiß oder cremeweiß. Die Blütezeit reicht von August bis Dezember.

### Frucht und Samen
Die gestielte Frucht ist bei einer Länge von 5 bis 9 mm und einem Durchmesser von 4 bis 6 mm konisch, birnenförmig, oder verkehrt konisch, fein gerippt oder gestreift und drei-, manchmal auch vierfächrig. Der Diskus ist eingedrückt, die Fruchtfächer sind mehr oder weniger auf der Höhe des Randes.
Der gelb-braune Samen ist ellipsoid und besitzt eine wabenartige Struktur. Das Hilum ist mittig.

## Vorkommen
Das natürliche Verbreitungsgebiet von Eucalyptus microcorys ist die mittlere und nördliche Küstenregion von New South Wales einschließlich Hinterland, im Wesentlichen nördlich von Sydney, sowie die anschließende, südliche Küstenregion von Queensland bis nach Rockhampton im Norden.
Daneben gibt es noch ein singuläres Vorkommen im Südwesten von Western Australia. Dieses Vorkommen im selbständigen Verwaltungsbezirk Augusta-Margaret River in der Region South West wird aber als untypisch betrachtet. Die dortigen Exemplare mit rauer, grauer Borke erreichen Wuchshöhen von 5 bis 12 Metern. Eucalyptus microcorys ist dürre- und frostbeständig.
Eucalyptus microcorys kommt sehr häufig in feuchten Wäldern und an Rändern von tropischen und subtropischen Regenwäldern, oft an Hängen, auf mäßig bis sehr fruchtbaren Böden vor. Die Population in Western Australia findet man auf braunen Lehmböden über Laterit und auf Tonböden in lichtem Sekundärwald und entlang von Wasserläufen.

## Taxonomie
Die Erstbeschreibung von Eucalyptus microcorys erfolgte 1860 durch Ferdinand von Mueller in Fragmenta Phytographiae Australiae, Volume 2 (12), S. 50. Das Typusmaterial weist die Beschriftung „In silvis ad flumina Hastings et McLeay River. Dr. Beckler. Ad flumen Brisbane. F. M.“ auf. Das Artepitheton microcorys ist aus den altgriechischen Wörtern micros für klein und corys für Helm oder Kappe zusammengesetzt und bezieht sich auf die Calyptra.

## Nutzung
Das Kernholz von Eucalyptus microcorys ist gelb-braun mit leicht grünlicher Färbung, fettiger Anmutung und extrem beständig. Es wird auch als Talgholz bezeichnet.
Es besitzt ein spezifisches Gewicht von 875–1065 kg/m³. Das Holz von Eucalyptus microcorys wird als schweres Bauholz zur Herstellung von Pfählen, Eisenbahnschwellen, Querstreben, Böden und Decks eingesetzt. Es gilt als eines der besten einheimischen Harthölzer in New South Wales.